# Forinto húngaro
El forinto (en húngaro: forint, código ISO 4217: HUF) es la moneda oficial de Hungría, país miembro de la Unión Europea. Se divide en 100 fileres, aunque estos no están en circulación. En ocasiones, y de manera inadecuada, se hispaniza como florín húngaro.
La introducción del forinto el 1 de agosto de 1946 fue un paso crucial para la estabilización de la economía húngara tras la Segunda Guerra Mundial. La moneda se mantuvo relativamente estable hasta la década de 1980. La transición a una economía de mercado a principios de los años 1990 deterioró el valor del forinto y la inflación llegó al 35 % en 1991. Desde 2001, la inflación solo tiene un dígito y el forinto se ha declarado completamente convertible. Como miembro de la Unión Europea, la meta del gobierno húngaro es sustituir el forinto por el euro a largo plazo.

## Historia
El nombre del forinto viene de la ciudad de Florencia, en la que se acuñaron unas monedas de oro desde 1252 llamadas fiorinos. En Hungría también se utilizó desde 1325 una moneda de oro llamada en latín florentinus, que más tarde derivaría a forint. El artífice de esta innovación, alcanzada abandonando la penza, reformando la economía y el sistema de impuestos fue el rey Carlos I Roberto de Hungría. Con esto, Carlos I se convirtió en el primer monarca europeo que introdujo todo un sistema monetario basado exclusivamente en el oro en su reino.
Entre 1868 y 1892, se usó el nombre de forint para designar la moneda empleada en el Imperio austrohúngaro. En alemán se le conocía como florín austrohúngaro (Österreichisch-ungarische Gulden). Se dividía en 100 krajczár (krajcár en húngaro actual).
El forinto se reintrodujo el 1 de agosto de 1946, tras la hiperinflación del pengő en 1945-1946. El proceso fue gestionado por el Partido Comunista de Hungría, quien tenía las principales carteras ministeriales. El éxito de la introducción fue aprovechado para obtener beneficios políticos, contribuyendo a que los comunistas se apoderasen del poder estatal. El florín sustituyó al pengő con una tasa de 1 florín = 4x1029 pengő. De hecho, esta fue una tasa de cambio imaginaria, ya que la cantidad total de pengő en circulación tenía un valor mucho menor que un florín con esta tasa. Una tasa más significativa fue la de 1 forint = 200 millones de adópengő.
Técnicamente el forínto se dividía en 100 fileres o céntimos, aunque desde 1996 ha dejado de utilizarse debido a la inflación. El nombre de filler (según el Diccionario del español actual Manuel Seco: húng; pronunc corriente, /fíler/; pl normal, invar, m. moneda húngara equivalente a la centésima parte del forinto), subdivisión desde 1925, proviene de la palabra alemana (alemán moderno temprano) vierer ‘pequeña moneda de cuatro’.
Tras su introducción en 1946, el forinto se mantuvo estable durante varios años, pero empezó a perder su poder adquisitivo a la vez que el sistema económico del Estado socialista perdía su competitividad durante las décadas de los años 1970 y 1980. Tras la llegada del capitalismo entre 1989 y 1990, el florín experimentó una inflación anual del 35% aplicada durante tres años. Sin embargo, las reformas económicas ayudaron a estabilizarlo. Desde 2000, el alto valor relativo del forinto (comparado con la caída del dólar) ha sido un obstáculo para la fuerte industria de exportación a los países del este que ha de competir ahora con otros competidores extranjeros con monedas menos valoradas.
Como parte de la integración de Hungría en la Unión Europea y en su moneda, el euro, el forinto debiése haber desaparecido entre 2018 y 2020, dependiendo de la situación económica, no obstante la adopción de la moneda común ha sido pospuesta. En 2005 hubo un fuerte desacuerdo entre el Banco Nacional Húngaro y el gobierno en si se podrían mantener los bajos niveles de inflación y reducir la deuda externa en 2010. La situación amenaza con hacer que Hungría sea el último país de los diez que entraron en la UE en 2004 en adoptar el euro. El forinto estuvo fijado al euro hasta febrero de 2008.

## Monedas
En 1946, se introdujeron monedas en denominaciones de 2, 10, 20 fileres, 1, 2 y 5 forintos. La moneda de 5 forintos de plata solamente se volvió a acuñar al año siguiente, y más tarde se retiró de la circulación. Las monedas de 5 y 10 fileres se emitieron en 1948. En 1967, se reintrodujo la moneda de 5 forintos, seguida de otra de 10 forintos en 1971 y 20 forintos en 1982.
En 1992, se introdujo una nueva serie de monedas en denominaciones de 1, 2, 5, 10, 20, 50, 100 y 200 forintos. La producción de monedas de 2 y 5 fileres cesó en 1992, y todas las monedas denominadas en fileres se retiraron de la circulación en 1999. Desde 1996, se acuña una moneda bimetálica de 100 forintos que sustituyó a la versión en níquel-latón de 1992, ya que era demasiado grande y pesada y podía confundirse con la moneda de 20 forintos.
En 1998 se retiraron de la circulación las monedas de plata de 200 forintos debido a que su valor facial era mucho más bajo que el contenido en plata. Las monedas de 1 y 2 forintos permanecieron en curso legal hasta el 29 de febrero de 2008. El 15 de junio de 2009 se introdujo una nueva moneda bimetálica de 200 forintos para sustituir los billetes de la misma denominación, los cuales dejaron de circular en septiembre de 2009.
Las monedas en circulación responden a las siguientes características técnicas:
| Denominación | Metal    | Metal    | Diámetro (mm) | Peso (g) | Canto                | Anverso | Reverso |
| Denominación | Anillo   | Centro   | Diámetro (mm) | Peso (g) | Canto                | Anverso | Reverso |
| ------------ | -------- | -------- | ------------- | -------- | -------------------- | ------- | ------- |
| 5 forintos   | Cu+Ni+Zn | Cu+Ni+Zn | 21,20         | 4,20     | Liso                 |         |         |
| 10 forintos  | Cu+Ni    | Cu+Ni    | 24,80         | 6,10     | Estriado discontinuo |         |         |
| 20 forintos  | Cu+Ni+Zn | Cu+Ni+Zn | 26,30         | 6,90     | Estriado             |         |         |
| 50 forintos  | Cu+Ni    | Cu+Ni    | 27,40         | 7,60     | Liso                 |         |         |
| 100 forintos | Ni+Acero | Cu+Ni+Zn | 23,80         | 8,00     | Estriado             |         |         |
| 200 forintos | Cu+Ni+Zn | Cu+Ni    | 28,30         | 9,00     | Estriado discontinuo |         |         |

## Billetes
En 1946, el Banco Nacional Húngaro introdujo billetes de 10 y 100 forintos. Entre 1947 y 1948 se introdujo una nueva serie de billetes de una calidad más alta. En 1953 se añadieron los billetes de 50 forintos, en 1970 los de 500 forintos, en 1983 los de 1000 forintos y en 1991 los de 5000 forintos.
Entre 1997 y 2001 se llevó a cabo un rediseño completo de todos los billetes, emitiéndose de forma gradual denominaciones de 200, 500, 1000, 2000, 5000, 10 000 y 20 000 forintos. Cada billete muestra a un famoso líder húngaro en el anverso, y algún lugar ligado a él en el reverso. Todos los billetes tienen marca de agua y una banda metálica visible. Todos los billetes de 1000 forintos y superiores tienen el mismo tamaño de 154 x 70 mm.
También se han emitido billetes conmemorativos: los de 1000 y 2000 forintos para conmemorar el milenio del nacimiento del estado húngaro, y los de 500 forintos que conmemoran el 50 aniversario de la revolución de 1956.
Actualmente circulan los siguientes billetes:
| Imagen del anverso | Imagen del reverso | Denominación    | Color predominante | Dimensiones | Anverso                                                                                         | Reverso                                                                                            |
| ------------------ | ------------------ | --------------- | ------------------ | ----------- | ----------------------------------------------------------------------------------------------- | -------------------------------------------------------------------------------------------------- |
|                    |                    | 500 forintos    | Rojo               | 154 x 70 mm | 500 - EZER FORINT - FERENC II RÁKÓCZI - Escudo de Hungría - MAGYAR NEMZETI BANK                 | 500 - EZER FORINT - Castillo de Sárospatak - A SÁROSPATAKI VÁR                                     |
|                    |                    | 1000 forintos   | Azul               | 154 x 70 mm | 1000 - EZER FORINT - MÁTYÁS KIRÁLY - Escudo de Hungría - MAGYAR NEMZETI BANK                    | 1000 - EZER FORINT - Fuente de Hércules - HERCULES KÚT · VISEGRÁDI KIRÁLYI PALOTA                  |
|                    |                    | 2000 forintos   | Marrón             | 154 x 70 mm | 2000 - KÉTEZER FORINT - BETHLEN GÁBOR de Transilvania - Escudo de Hungría - MAGYAR NEMZETI BANK | 2000 - KÉTEZER FORINT - Príncipe Gabriel rodeado de sus científicos - BETHLEN GÁBOR TUDÓSAI KÖZŐTT |
|                    |                    | 5000 forintos   | Amarillo           | 154 x 70 mm | 5000 - ÖTEZER FORINT - GRÓF SZÉCHENYI ISTVÁN - Escudo de Hungría - MAGYAR NEMZETI BANK          | 5000 - ÖTEZER FORINT - Palacio de Nagycenk - A NAGYCENKI SZÉCHENYI KASTÉLY                         |
|                    |                    | 10 000 forintos | Violeta            | 154 x 70 mm | 10000 - TÍZEZER FORINT - SZENT ISTVÁN KIRÁLY - Escudo de Hungría - MAGYAR NEMZETI BANK          | 10000 - TÍZEZER FORINT - Castillo de Esztergom - ESZTERGOMI LÁTKÉP                                 |
|                    |                    | 20 000 forintos | Verde              | 154 x 70 mm | 20000 - HÚSZEZER FORINT - DEÁK FERENC - Escudo de Hungría - MAGYAR NEMZETI BANK                 | 20000 - HÚSZEZER FORINT - Antiguo Parlamento Húngaro - AZ IDEIGLENES MAGYAR KÉPVISELŐHÁZ PESTEN    |